# 秘密の暴露
秘密の暴露（ひみつのばくろ）とは、刑事事件などで取調べの際に被疑者が真犯人しか知り得ない事項を自白することである。

## 概要
一般的に真犯人しか知りえない事実の事であり、その事実を裏付ける捜査の結果、事実に間違いない確証を得られればたとえ物的証拠や目撃証言が無くても「秘密の暴露」のある自白は非常に有力な証拠となる。ただ秘密の暴露は迫真性や具体性によって判断されるのではなく、事件との関連性において自白となるかが問われる。
捜査官が知らない事柄が自白から出てきた場合、それについて改めて捜査が行われる。例えば凶器がまだ発見されていない事件で容疑者の自白からその場所が出てきた場合、そこで捜索が行われるだろう。そこから凶器が発見されればその自白の信用性は非常に高くなる。
また、捜査機関の捜査により得られたが一般的に公表されていない情報は、捜査を行った者以外では真犯人しか知ることがないと考えられるから、それが自白から出た場合も同様に考えられる。
ただし、この場合は事情を知っている捜査機関による誘導がなされる危険性がある(後述)ため、秘密の暴露に該当するかは改めて慎重な判断が必要となる。

## 問題がある場合
ただし冤罪事件では秘密の暴露と判断された証言が、実は捜査側があらかじめ知っていた内容を誘導された結果であった例も知られており、判断に慎重を期する必要がある。
例えば、免田事件では、まず精神的に追いつめて自分が犯人であることを認めさせたあと、事件の詳細について説明させる段階にはいった。しかし、冤罪であるから、当然細部はわからず、答えられない。すると、警察側はいくつかの案を持ってきて、どれかを選ばせ、説明を誘導したという。例えば「鉈をどう使ったか」「右にさしていて、それを抜いたのではないか」「その後で包丁は使わなかったか」という風に、自分たちの判断で出した筋書きに合わせるような誘導が行われたという。
幸浦事件では容疑者の供述から遺体が発見されたが、その死体遺棄現場を警察があらかじめ知っていた疑惑が浮上したため無罪となった。
また、警察が事前に知っているとまでは言えなくとも、一般的に想定が可能な事実の場合がある。例えば、凶器の購入場所を自白し、事後的に裏付けが取れた場合であっても、近隣に凶器を購入しうる店が他にないあるいは少数の場合、結果論として虚偽の自白であっても真実を言い当ててしまう場合がある。秘密の暴露として高い信用性を獲得するには、ただ単に真実であるだけでなく、犯人として知らなければ言い当てることが難しい事実である必要がある。さらに上記のように犯人でない人物に秘密の暴露を供述させてのちに無実であることが発覚すると、秘密が漏れて公然の秘密になってしまう危険性があるため、他に犯罪事実を立証するものがない状況で被疑者に秘密を話すのは細心の注意を払わなければならない。

## 関連サイト
- 自白について（2009年8月30日時点のアーカイブ）